# Woiwodschaft Lublin (1975–1998)

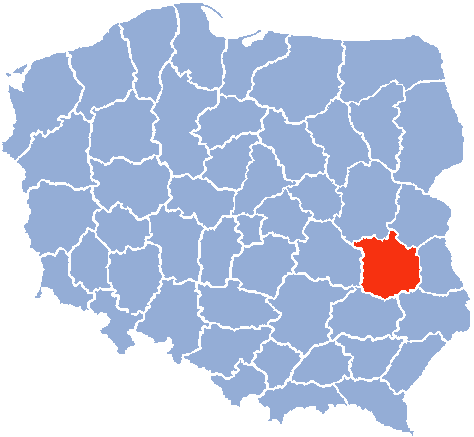
Lage der Woiwodschaft Lublin in Polen

Die Woiwodschaft Lublin (pl.: Województwo lubelskie) war in den Jahren 1975 bis 1998 eine polnische Verwaltungseinheit, die im Zuge einer Verwaltungsreform zusammen mit den Woiwodschaften Chełm, Zamość, Biała Podlaska und Teilen der Woiwodschaften Tarnobrzeg sowie Siedlce in der heutigen Woiwodschaft Lublin aufging. Die Hauptstadt war Lublin.
Bedeutende Städte waren (Einwohnerzahlen von 1998):
- Lublin – 355.500
- Puławy – 50.971
- Świdnik – 43.454
- Kraśnik – 35.500
- Lubartów – 23.579
- Łęczna – 21.689